# Цинометра
Цинометра (лат. Cynometra) — род тропических вечнозелёных деревьев семейства Бобовые (Fabaceae), широко распространённых во многих тропических регионах, произрастающих в Индии, Юго-Восточной Азии, Восточной Африке, Латинской Америке и в Австралии.

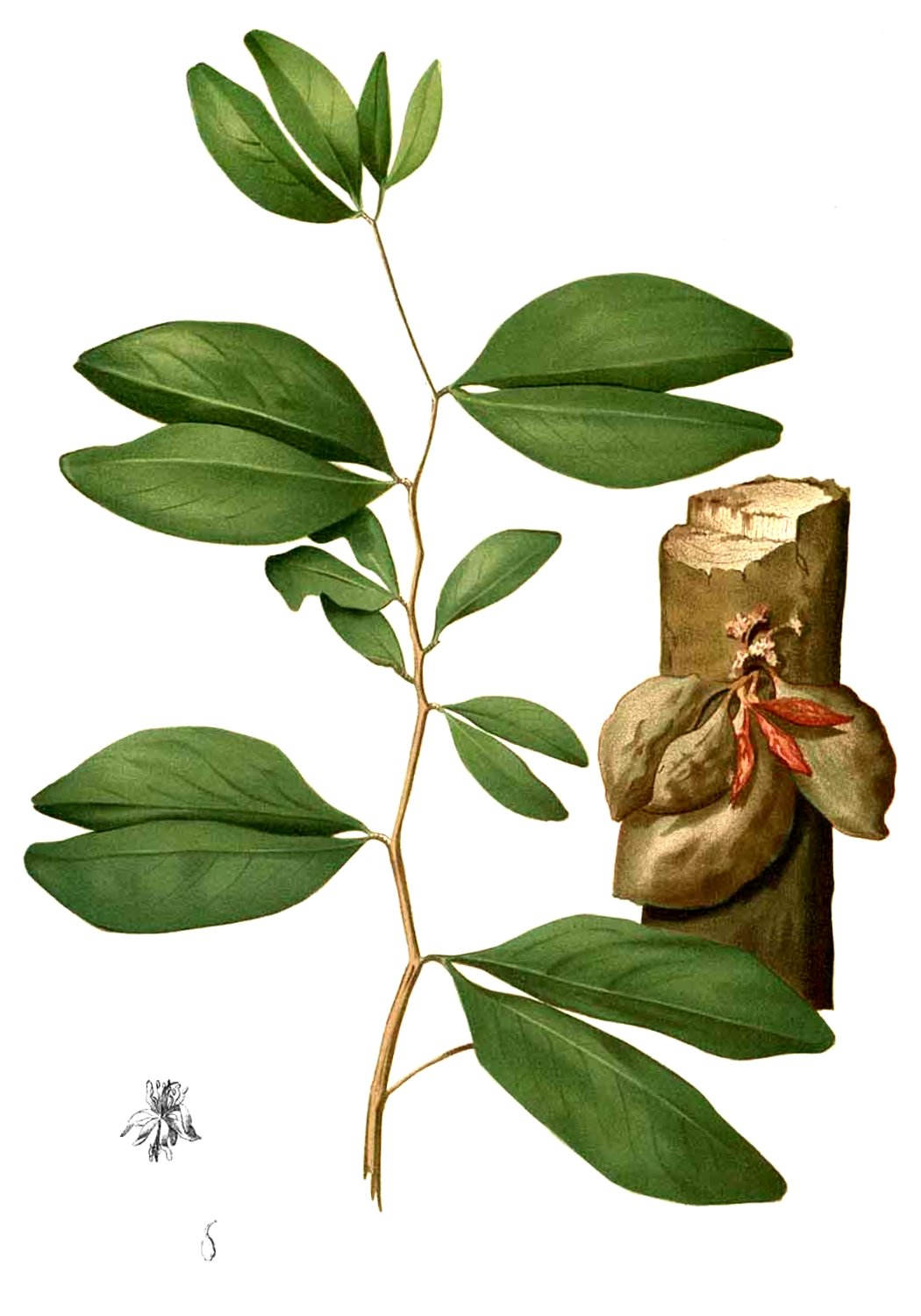

Вечнозелёные крупные и небольшие деревья. 
Листья простые или перистые, эллиптической формы. Соцветия размещаются на стволах и ветвях. 
Род состоит из более чем 80 видов, некоторые из них:
- Cynometra bauhiniifolia Benth.
- Cynometra cauliflora L. typus[1] — Цинометра стволоцветная, или Цинометра стеблецветковая
- Cynometra engleri Harms — Цинометра Энглера
- Cynometra hemitomophylla Britton & Rose
- Cynometra malaccensis Meeuwen — Цинометра малаккская
- Cynometra ramiflora L. — Цинометра ветвецветная
- Cynometra spruceana Benth.